# Термоизолација
Термоизолација је врста изолације која се поставља ради заштите објекта од губитка топлоте.

## Одлике
Ако је недовољна, доводи до повећаних топлотних губитака зими, хладних ободних конструкција, оштећења насталих кондензацијом (влагом), те прегрејавања простора лети. Последице су оштећења конструкције, те неудобно и нездраво становање и рад.
Загрејавање таквих простора захтева већу количину енергије, што доводи до повећања цене кориштења и одржавања простора, али и до већег загађења околине. Побољшањем термоизолацијских карактеристика зграде могуће је постићи смањењем укупних губитака топлоте грађевине за просечно од 40-80%.

## Материјали за термоизолацију
За термоизолацију објекта користе се:
- минерална вуна (стаклена или камена),
- стиропор,
- стиродур,
- полиуретанска пена,
- трска,
- плута,
- стакло...